# Sri-lankische Cricket-Nationalmannschaft in Simbabwe in der Saison 2004
Die Tour der sri-lankischen Cricket-Nationalmannschaft nach Simbabwe in der Saison 2004 fand vom 20. April bis zum 17. Mai 2004 statt. Die internationale Cricket-Tour war Bestandteil der Internationalen Cricket-Saison 2004 und umfasste zwei Tests und fünf ODIs. Sri Lanka gewann die Test-Serie 2–0 und die ODI-Serie 5–0.

## Vorgeschichte
Für beide Mannschaften war es die erste Tour der Saison.
Das letzte Aufeinandertreffen der beiden Mannschaften bei einer Tour fand in der Saison 1999/2000 in Simbabwe statt.
Mehrere Spieler Simbabwes wurden suspendiert, nachdem sie sich gegen die Absetzung des Kapitäns Heath Streak und die Zustände im Verband gewandt hatten.
Marvan Atapattu übernahm die Rolle des sri-lankischen Test-Kapitäns, nachdem Hashan Tillakaratne zurückgetreten war.

## Stadien
Die folgenden Stadien wurden für die Tour als Austragungsort vorgesehen und am 5. März 2004 bekanntgegeben.
| Stadion            | Stadt    | Kapazität | Spiele               |
| ------------------ | -------- | --------- | -------------------- |
| Queens Sports Club | Bulawayo | 9.000     | 2. Test; 1. & 2. ODI |
| Harare Sports Club | Harare   | 10.000    | 1. Test; 3.–5. ODI   |

## Kaderlisten
Sri Lanka benannte seinen ODI-Kader am 7. April und seinen Test-Kader am 29. April 2004.
Simbabwe benannte seinen ODI-Kader am 15. April und seinen Test-Kader am 4. Mai 2004.
| Test | Test | ODI | ODI |
| Sri Lanka | Bangladesch | Sri Lanka | Bangladesch |
| --- | --- | --- | --- |
| - Tatenda Taibu (K & wk) - Elton Chigumbura - Dion Ebrahim - Douglas Hondo - Blessing Mahwire - Alester Maregwede - Stuart Matsikenyeri - Tawanda Mupariwa - Mluleki Nkala - Tinashe Panyangara - Brendan Taylor - Prosper Utseya - Mark Vermeulen | - Marvan Atapattu (K) - Tillakaratne Dilshan - Sanath Jayasuriya - Mahela Jayawardene - Prasanna Jayawardene (wk) - Farveez Maharoof - Muttiah Muralitharan - Thilan Samaraweera - Kumar Sangakkara - Chaminda Vaas - Nuwan Zoysa | - Tatenda Taibu (K & wk) - Elton Chigumbura - Dion Ebrahim - Douglas Hondo - Alester Maregwede - Stuart Matsikenyeri - Tawanda Mupariwa - Mluleki Nkala - Tinashe Panyangara - Visimuzi Sibanda - Brendan Taylor - Prosper Utseya | - Marvan Atapattu (K) - Mahela Jayawardene (VK) - Russel Arnold - Upul Chandana - Tillakaratne Dilshan - Dilhara Fernando - Rangana Herath - Saman Jayantha - Sanath Jayasuriya - Thilina Kandamby - Nuwan Kulasekara - Farveez Maharoof - Muttiah Muralitharan - Kumar Sangakkara (wk) - Chaminda Vaas - Nuwan Zoysa |

## Tour Matches
| 1. – 3. Mai Scorecard | Harare | Zimbabwe A 294 (78.3) & 306-8d (81) | – | Sri Lankans 461 (96.1) |
|                       |        | Remis                               |   |                        |

## One-Day Internationals

### Erstes ODI in Bulawayo
| 20. April Scorecard | Bulawayo | Simbabwe 211-6 (50)                        | – | Sri Lanka 144-4 (27/27) |
|                     |          | Sri Lanka gewinnt mit 12 Runs (D/L method) |   |                         |

### Zweites ODI in Bulawayo
| 22. April Scorecard | Bulawayo | Simbabwe 136 (36.4)             | – | Sri Lanka 139-1 (20.5) |
|                     |          | Sri Lanka gewinnt mit 9 Wickets |   |                        |

### Drittes ODI in Harare
| 25. April Scorecard | Harare | Simbabwe 35 (18)                | – | Sri Lanka 40-1 (9.2) |
|                     |        | Sri Lanka gewinnt mit 9 Wickets |   |                      |

### Viertes ODI in Harare
| 27. April Scorecard | Harare | Sri Lanka 223-9 (50)          | – | Simbabwe 151 (43.4) |
|                     |        | Sri Lanka gewinnt mit 72 Runs |   |                     |

### Fünftes ODI in Harare
| 29. April Scorecard | Harare | Sri Lanka 246-7 (50)          | – | Simbabwe 221-9 (50) |
|                     |        | Sri Lanka gewinnt mit 25 Runs |   |                     |

## Tests

### Erster Test in Harare
| 6. – 8. Mai Scorecard | Harare | Simbabwe 199 (71.2) & 102 (32)                   | – | Sri Lanka 541 (125.1) |
|                       |        | Sri Lanka gewinnt mit einem Innings und 240 Runs |   |                       |

Der simbabwische Bowler Blessing Mahwire wurde auf Grund möglicher illegaler Technik dem Weltverband gemeldet.

### Zweiter Test in Bulawayo
| 14. – 17. Mai Scorecard | Bulawayo | Simbabwe 228 (75) & 231 (75.1)                   | – | Sri Lanka 713-3d (165.3) |
|                         |          | Sri Lanka gewinnt mit einem Innings und 254 Runs |   |                          |

Die Technik des sri-lankischen Bowlers Muttiah Muralitharan sorgte für Aufsehen, nachdem eine Technik, dem sogenannten Doosra, vom Weltverband als illegal eingestuft wurde.
Daraufhin wurde der simbabwische Spieler Dion Ebrahim für ein Spiel gesperrt, als er sich disrespektierlich über die Technik Muralitharans geäußert hatte.
Auch der australische Premierminister John Howard äußerte sich dazu, was dazu führte, dass Muralitharan nicht zur folgenden Tour nach Australien reiste.

## Statistiken
Die folgenden Cricketstatistiken wurden bei dieser Tour erzielt.
| Tests                | Tests      | Tests   | Tests   | Tests   | Tests   | Tests   | Tests   | Tests   |
| Batting              | Batting    | Batting | Batting | Batting | Batting | Batting | Batting | Batting |
| Spieler              | Mannschaft | Spiele  | Innings | Runs    | Average | HS      | 100s    | 50s     |
| -------------------- | ---------- | ------- | ------- | ------- | ------- | ------- | ------- | ------- |
| Marvan Atapattu      | Sri Lanka  | 2       | 2       | 419     | 209,50  | 249     | 2       | 0       |
| Kumar Sangakkara     | Sri Lanka  | 2       | 2       | 281     | 140,50  | 270     | 1       | 0       |
| Sanath Jayasuriya    | Sri Lanka  | 2       | 2       | 205     | 102,50  | 157     | 1       | 0       |
| Mahela Jayawardene   | Sri Lanka  | 2       | 2       | 137     | 137,00  | 100*    | 1       | 0       |
| Dion Ebrahim         | Simbabwe   | 2       | 4       | 115     | 28,75   | 70      | 0       | 1       |
| Bowling              |            |         |         |         |         |         |         |         |
| Spieler              | Mannschaft | Spiele  | Overs   | Wickets | Average | BBI     | 5W      | 10W     |
| Muttiah Muralitharan | Sri Lanka  | 2       | 83.4    | 14      | 15,64   | 6/45    | 1       | 0       |
| Nuwan Zoysa          | Sri Lanka  | 2       | 53.5    | 11      | 13,63   | 5/20    | 1       | 0       |
| Chaminda Vaas        | Sri Lanka  | 2       | 64      | 6       | 26,16   | 3/41    | 0       | 0       |
| Farveez Maharoof     | Sri Lanka  | 2       | 36      | 4       | 39,25   | 2/62    | 0       | 0       |
| Tinashe Panyangara   | Simbabwe   | 2       | 51.1    | 4       | 55,25   | 3/101   | 0       | 0       |

| ODIs                 | ODIs       | ODIs    | ODIs    | ODIs    | ODIs    | ODIs    | ODIs    | ODIs    |
| Batting              | Batting    | Batting | Batting | Batting | Batting | Batting | Batting | Batting |
| Spieler              | Mannschaft | Spiele  | Innings | Runs    | Average | HS      | 100s    | 50s     |
| -------------------- | ---------- | ------- | ------- | ------- | ------- | ------- | ------- | ------- |
| Tatenda Taibu        | Simbabwe   | 5       | 5       | 169     | 42,25   | 96*     | 0       | 1       |
| Kumar Sangakkara     | Sri Lanka  | 4       | 2       | 136     | 136,00  | 73*     | 0       | 2       |
| Saman Jayantha       | Sri Lanka  | 4       | 4       | 133     | 66,50   | 74*     | 0       | 1       |
| Brendan Taylor       | Simbabwe   | 5       | 5       | 118     | 23,60   | 74      | 0       | 1       |
| Dion Ebrahim         | Simbabwe   | 5       | 5       | 92      | 23,00   | 50*     | 0       | 1       |
| Bowling              |            |         |         |         |         |         |         |         |
| Spieler              | Mannschaft | Spiele  | Overs   | Wickets | Average | BBI     | 5W      | 10W     |
| Muttiah Muralitharan | Sri Lanka  | 3       | 28.4    | 10      | 10,20   | 5/23    | 1       | 0       |
| Chaminda Vaas        | Sri Lanka  | 3       | 29      | 9       | 8,88    | 4/11    | 0       | 0       |
| Farveez Maharoof     | Sri Lanka  | 3       | 19.4    | 5       | 16,60   | 3/3     | 0       | 0       |
| Upul Chandana        | Sri Lanka  | 4       | 32      | 5       | 27,20   | 2/23    | 0       | 0       |
| Tawanda Mupariwa     | Simbabwe   | 2       | 20      | 4       | 22,00   | 2/44    | 0       | 0       |
| Tinashe Panyangara   | Simbabwe   | 5       | 33.2    | 4       | 43,00   | 1/22    | 0       | 0       |
| Douglas Hondo        | Simbabwe   | 5       | 37      | 4       | 45,00   | 2/34    | 0       | 0       |

## Player of the Series
Als Player of the Series wurden die folgenden Spieler ausgezeichnet.
| Serie | Player of the Series |
| ----- | -------------------- |
| Test  | Marvan Atapattu      |
| ODI   | Tatenda Taibu        |

### Player of the Match
Als Player of the Match wurden die folgenden Spieler ausgezeichnet.
| Spiel   | Player of the Match  |
| ------- | -------------------- |
| 1. ODI  | Tatenda Taibu        |
| 2. ODI  | Chaminda Vaas        |
| 3. ODI  | Chaminda Vaas        |
| 4. ODI  | Upul Chandana        |
| 5. ODI  | Russel Arnold        |
| 1. Test | Muttiah Muralitharan |
| 2. Test | Kumar Sangakkara     |